# Pòl·lux (estrella)
Pòl·lux (Beta dels Bessons / β Geminorum) és l'estel més brillant de la constel·lació dels Bessons i un dels més brillants del cel. Tot i que la seva designació de Bayer és "beta", en realitat és més brillant que Alfa dels Bessons (Càstor). El nom de Pòl·lux va ser aprovat per la Unió Astronòmica Internacional el 20 de juliol de 2016.
Càstor i Pòl·lux són els dos "bessons celestes", els fills de Zeus i Leda, que donen el seu nom a la constel·lació. Curiosament, però, les dues estrelles són totalment diferents: Càstor és un sistema quàdruple, mentre que Pòl·lux és una gegant groga relativament freda. Està situada a uns 33,7 anys llum de nosaltres i té un diàmetre 8,3 vegades superior al del Sol.
L'any 2006 es va confirmar l'existència d'un planeta orbitant l'estel i se li va donar la designació Pòl·lux b o β Geminorum b
.

## Nomenclatura

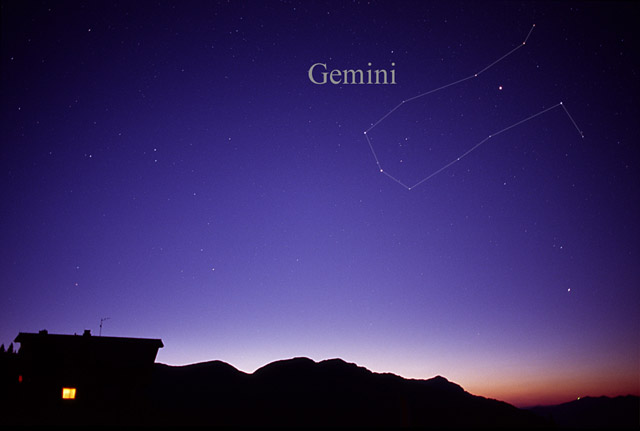
Pòl·lux és una de les dues estrelles més brillants de la constel·lació de Bessons (a baix a l'esquerra).

β Geminorum (llatinitzat a Beta Geminorum) és la designació de Bayer de l'estrella.
El nom tradicional Pòl·lux fa referència als bessons Càstor i Pòl·lux de la mitologia grega i romana. El 2016, la Unió Astronòmica Internacional va organitzar un grup de treball de la Unió Astronòmica internacional per als noms d’estrelles (WGSN) per catalogar i estandarditzar els noms propis de les estrelles. El primer butlletí del WGSN de juliol de 2016 va incloure una taula dels dos primers lots de noms aprovats pel WGSN, que incloïa Pòl·lux per a aquesta estrella.

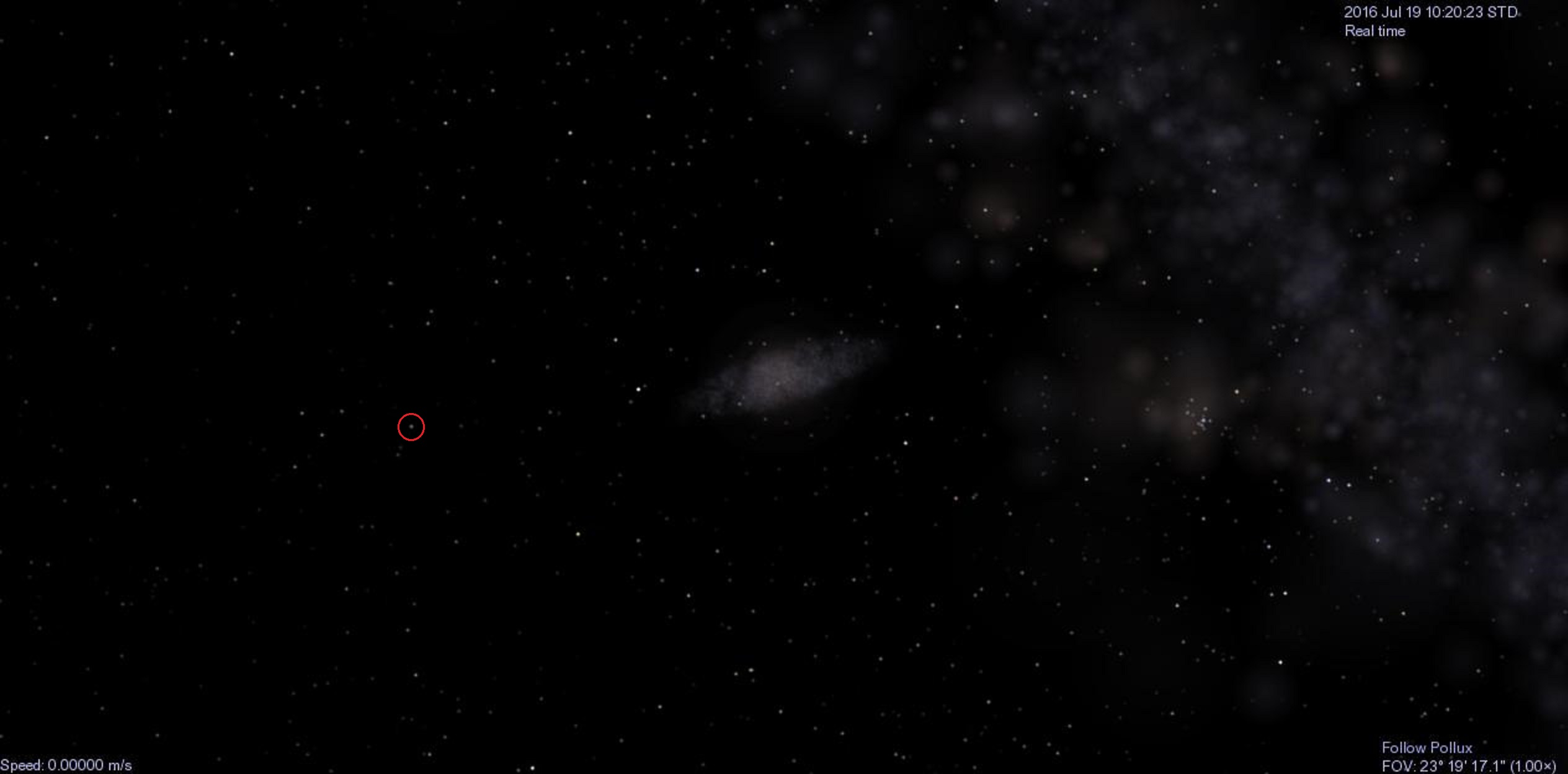
El Sol vist des de Pòl·lux (en cercle vermell) a la constel·lació del Sagitari

Càstor i Pòl·lux són les dues estrelles "bessons celestials" que donen nom a la constel·lació de Bessons (llatí, 'els bessons'). Les estrelles, però, són força diferents en detall. Castor és un complex sistema de sextuples de tipus calent i blanc blavós, estels i nanes vermelles tènues, mentre que Pòl·lux és un gegant groc-taronja més fresc. Al poema de Percy Shelley de 1818 Homer's Hymn to Castor and Pollux, l'estrella es coneix com a "Pòl·lux suau, sense culpa."
Originalment, el planeta es va designar Pollux b. El juliol de 2014 la Unió Astronòmica Internacional va llançar NameExoWorlds, un procés per donar noms propis a determinats exoplanetes i les seves estrelles hostes. El procés va implicar la nominació pública i la votació dels nous noms. El desembre de 2015, la IAU va anunciar que el nom guanyador era Thestias per a aquest planeta. El nom guanyador es va basar en el que va enviar originalment l'SkyNet d'Austràlia; és a dir, Leda, la mare de Pòl·lux. A petició de l'IAU, es va substituir 'Thestias' (el patrónim de Leda, filla de Testi). Això va ser perquè 'Leda' ja s'atribuïa a un asteroide i a un dels satèl·lits de Júpiter.
Al catàleg d'estrelles del Calendarium d'al Achsasi al Mouakket, aquesta estrella va ser designada Muekher al Dzira, que es va traduir al llatí com Posterior Brachii, que significa el final de la pota.
En xinès, 北河(Běi Hé), que significa riu Nord, es refereix a un asterisme format per Pollux, ρ Geminorum i Càstor. En conseqüència, el mateix Pòl·lux es coneix com a 北河三(Běi Hé sān, anglès: the Third Star of North River)

## Característiques físiques

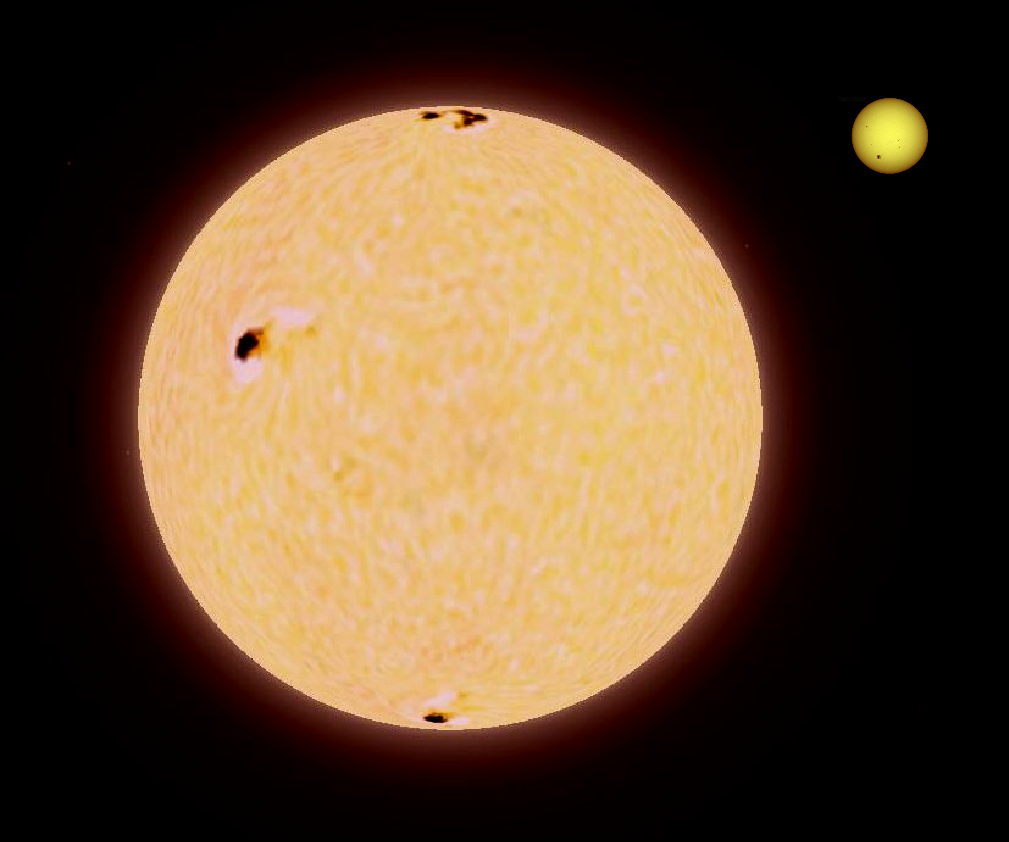
Comparació de mida de Pollux (esquerra) i el Sol (dreta)

Amb una magnitud visual aparent d'1,14, Pòl·lux és l'estrella més brillant de la seva constel·lació, fins i tot més brillant que la seva veïna Càstor (α Geminorum). Pòl·lux es troba a 6,7 graus al nord de l'eclíptica, actualment massa al nord per ser ocultada per la Lluna. L'última ocultació lunar visible des de la Terra va ser el 30 de setembre de 116 aC des de les altes latituds del sud. Les mesures de paral·laxi fetes pel satèl·lit d'astrometria Hipparcos situen Pòl·lux a una distància d'uns 33,78 anys llum del Sol.
L'estrella és més gran que el Sol, amb aproximadament dues vegades la seva massa i gairebé nou vegades el seu radi. Un cop una estrella de seqüència principal de tipus A, Pòl·lux ha esgotat l'hidrogen del seu nucli i ha evolucionat cap a una estrella gegant amb una classificació estel·lar de K0.III. La temperatura efectiva de l'embolcall exterior d'aquesta estrella és d'uns 4.666 K, que es troba en el rang que produeix la tonalitat ataronjada característica de les estrelles de tipus K. Pòl·lux té una velocitat de rotació projectada de 2,8 km·s−1. L'abundància d'elements diferents de l'hidrogen i l'heli, el que els astrònoms anomenen la metal·licitat de l'estrella, és incerta, amb estimacions que oscil·len entre el 85% i el 155% de l'abundància del Sol.
L'evidència d'un baix nivell d'activitat magnètica prové de la detecció d'emissions de raigs X febles mitjançant el telescopi orbitant ROSAT. L'emissió de raigs X d'aquesta estrella és d'uns 1027 erg s−1, que és aproximadament la mateixa que l'emissió de raigs X del Sol. Des de llavors s'ha confirmat un camp magnètic amb una intensitat inferior a 1 gauss a la superfície de Pòl·lux; un dels camps més febles detectats mai en una estrella. La presència d'aquest camp suggereix que Pòl·lux va ser una vegada una estrella Ap amb un camp magnètic molt més fort. L'estrella mostra petites variacions de velocitat radial d'amplitud, però no és fotomètricament variable.

## Sistema planetari
Des de 1993, els científics han sospitat que un planeta extrasolar orbita Pòl·lux, a partir d'oscil·lacions de velocitat radial mesurades. L'existència del planeta, Pòl·lux b, es va confirmar i anunciar el 16 de juny de 2006. Pòl·lux b es calcula que té una massa almenys 2,3 vegades la de Júpiter. El planeta està orbitant Pòl·lux amb un període d'uns 590 dies.
| Companya (per ordre des de l'estrella) | Massa          | Semieix major (ua) | Període orbital (dies) | Excentricitat | Inclinació | Radi |
| -------------------------------------- | -------------- | ------------------ | ---------------------- | ------------- | ---------- | ---- |
| b (Thestias)                           | > 2,30±0,45 MJ | 1,64±0,27          | 589,64±0,81            | 0,02±0,03     | —          | —    |